# Silvergylling
Silvergylling (Oriolus mellianus) är en utrotningshotad fågel i familjen gyllingar som enbart häckar i Kina.

## Utseende
Silvergyllingen är en slank, 28 cm lång silvervit gylling med svart huvud och svarta vingar. Kroppsfjädrarna har brunröda fjädercentra medan stjärtfjädrar och undre stjärttäckare är brunröda med silvergrå kanter. Liknande hona karmosingylling har mörkbrun mantel och kastanjeröd övergump.

## Utbredning och systematik
Silvergyllingen häckar i bergstrakter i södra Kina och flyttar vintertid till södra Thailand och Kambodja. Den behandlas som monotypisk, det vill säga att den inte delas in i några underarter.

## Status
Silvergyllingen tros ha en mycket liten världspopulation på endast mellan 1000 och 2500 vuxna idéer. Den antas också minska i antal till följd av habitatförlust och fragmentering. Internationella naturvårdsunionen IUCN kategoriserar den därför som starkt hotad.